# Buick Modell 7
Der Buick Modell 7 war ein siebensitziger Personenkraftwagen, der im Modelljahr 1910 von Buick in den USA als Nachfolger des Modells 6A und Spitzenmodell mit großem Vierzylindermotor gebaut wurde.
Die Wagen basierten auf dem Vorjahresmodell und waren mit Vierzylinder-T-Kopf- Reihenmotoren ausgestattet, die bei einem Hubraum von 5.506 cm³ eine Leistung von 40 bhp (29 kW) entwickelten. Der Radstand der mit einem Kettenantrieb, Frontmotor und Hinterradantrieb versehenen Roadster wurde gegenüber dem Vorgängermodell auf 3099 mm verlängert. Die Fahrzeuge hatten Stirnradgetriebe mit 3 Vorwärtsgängen.
85 Exemplare wurden gebaut. Im Folgejahr nahm mit dem Modell 41 eine Pullman-Limousine den Platz des Spitzenmodells ein.

## Quelle
Kimes, Beverly R. & Clark, Henry A. jun.: Standard Catalog of American Cars 1805–1942, Krause Publications, Iola (1985), ISBN 0-87341-045-9, S. 156–157
Im Zeitraum von 1942 bis 1946 gab es aufgrund des Zweiten Weltkrieges nur eine eingeschränkte zivile Fahrzeugproduktion.